# Przemysław de Toszek
Przemysław de Toszek (polonais : Przemysław Toszecki) (né vers 1425 – † décembre 1484) fut duc d'Oświęcim entre 1434 et 1445 conjointement avec ses frères et corégents et duc de Toszek (allemand : Tost) de 1445 jusqu'à sa mort.

## Biographie
Przemysław est le second fils du duc Casimir Ier et de sa première épouse Anna, fille du duc Henri VIII de Żagań. Après la mort de son père en 1434, Przemysław se trouve sous la garde de son frère le plus âgé Venceslas Ier. En 1441 Venceslas Ier sous les pressions du roi de Pologne convient ses jeunes frères, Przemysław et Jean IV de rendre l'hommage féodal au royaume de Pologne, dès qu'ils ont atteint l'âge adulte. 
La division formelle du duché intervient le 19 janvier 1445. Przemysław reçoit la plus petite part du duché la cité de Toszek. Sa première décision comme souverain indépendant est d'entrer en conflit avec l'évêque de Cracovie, Zbigniew Oleśnicki, qui avait acheté Siewierz au duc de Cieszyn. Un premier accord signé entre les parties le 18 février 1447 à Cracovie, reste lettre morte et le 6 octobre 1450 Przemysław attaque avec ses troupes le château de l'évêque à Siewierz.

### Relations avec la Pologne
En 1452 Przemysław soutient son jeune frère Jean IV lors de son conflit avec le roi Casimir IV de Pologne. 
Peu après les troupes des deux frères sont défaites et ils sont contraints de reconnaître dans un document signé le 7 mars 1453), que Przemysław porte la responsabilité de cette guerre, qu'il rend la liberté aux prisonniers, et paie 2 000 fines titre de compensation. En dépit de la trêve conclue, Przemysław poursuit ses attaques et interdit aux marchands polonais d'entrer dans ses domaines. Le règlement définitif du conflit entre les ducs et la Pologne intervient à Gliwice peu de temps après; aux termes de ce traité, Przemysław consent à la vente du duché de Oświęcim à la Pologne.
L'amélioration des relations de Przemysław avec le royaume de Pologne l'oblige au service armé dans la guerre de Treize Ans contre l'ordre Teutonique, d'où il revient en 1456. Malgré sa coopération avec la Pologne, Przemysław se porte aux côtés de son frère Jean IV dans sa guerre frontalière contre le roi Casimir IV de Pologne. Après de nouvelles  négociations diplomatiques, le 25 janvier 1458 à Bytom un nouvel accord est finalement conclu entre les deux frères et la Pologne.

### Relation avec la Bohême
En 1471 Przemysław soutient la candidature de Władysław Jagiellon au trône de Bohême, et s'attire la haine de l'autre candidat au trône le roi de Hongrie Matthias Corvin. Ce n'est que le 25 juillet 1479 que le duc Toszek se voit confirmer sa souveraineté mais seulement en échange d'un Hommage féodal à la Bohême. La cérémonie se déroule le 12 août de la même année à Olomouc.
Przemysław meurt en décembre 1484 dans son château nouvellement reconstruit de Toszek. Il est inhumé dans l'église Saint-Pierre locale. Après sa mort sans descendance masculine le duché de Toszek est hérité par son frère Jean IV, mais il est immédiatement confisqué par le roi Matthias Corvin qui le réclamait en s'appuyant sur des droits douteux.

## Union et postérité
Le 23 février 1463 Przemysław épouse Margueritte [également nommé Machna] (né vers 1442/1449-50 - † entre 1468 et le 26 avril 1472), fille du duc Nicolas Ier d'Opole. Ils ont une fille :
- Margueritte de Toszek (née vers 1467/68 – † 8 novembre 1531), abbesse de Sainte-Claire de Wrocław.

## Source de la traduction
- (en) Cet article est partiellement ou en totalité issu de l’article de Wikipédia en anglais intitulé « Przemysław of Toszek » (voir la liste des auteurs), édition du 15 septembre 2014.